# Memorialul Sighet

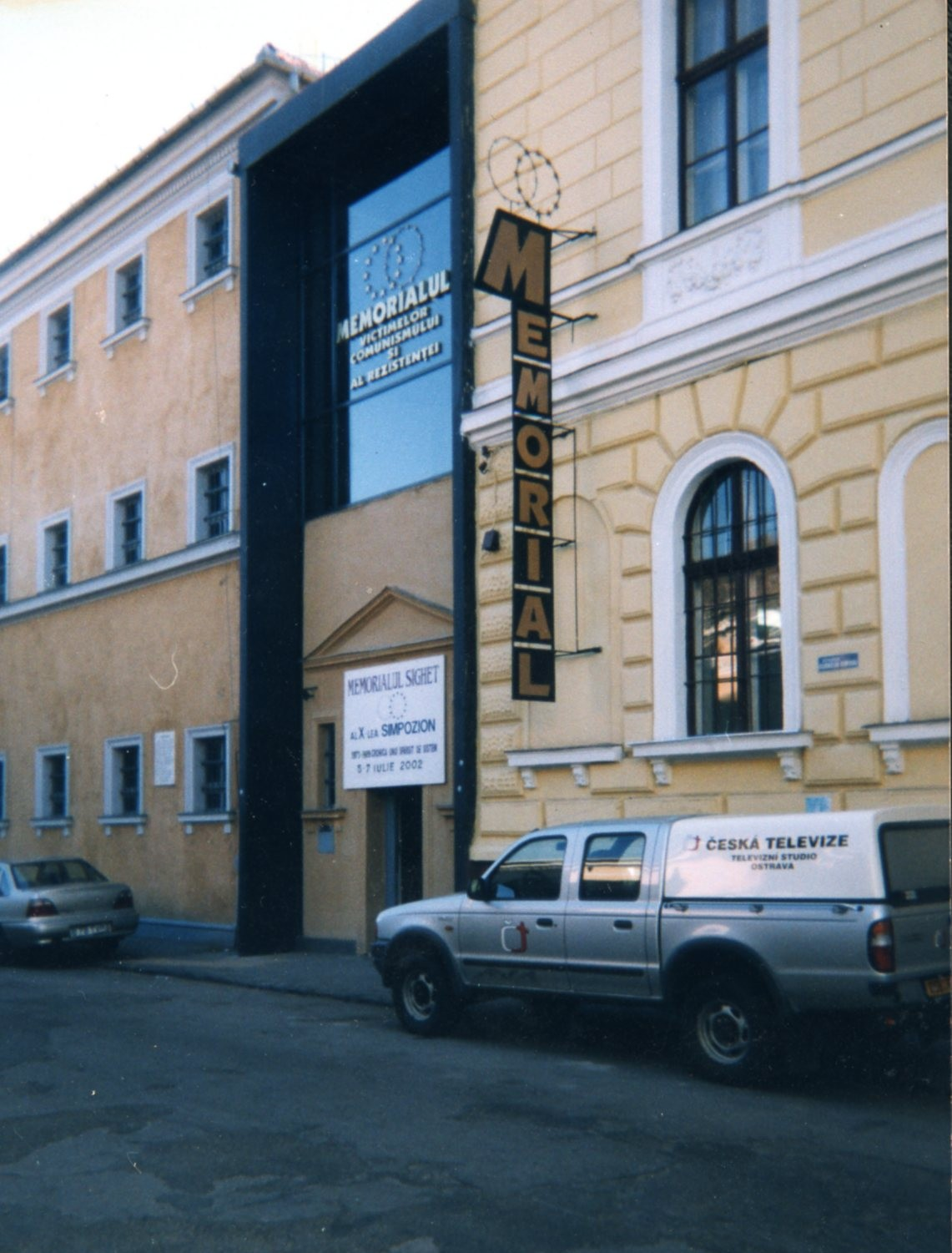
Intrarea în Memorialul Sighet

Memorialul Victimelor Comunismului și al Rezistenței este format din muzeul situat în fosta închisoare politică din Sighetu Marmației și centrul internațional de studii asupra comunismului cu sediul în București. Memorialul are ca scop reconstituirea și păstrarea memoriei rezistenței din România.

## Istoric

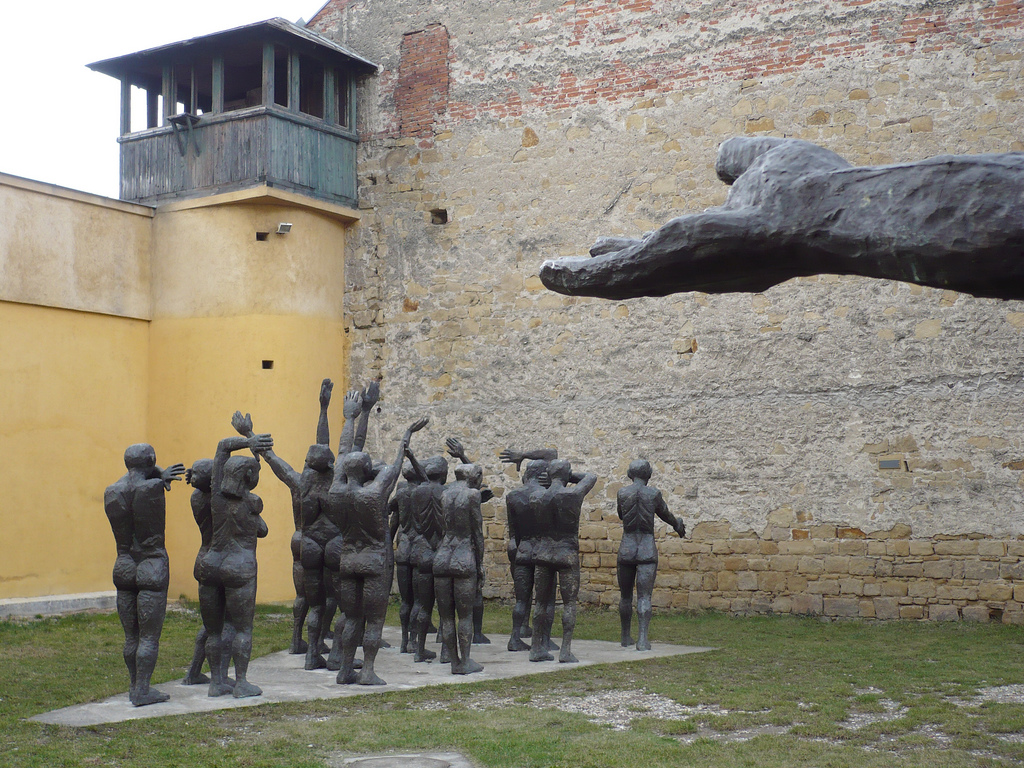
Cortegiul Sacrificaților, grup statuar din bronz realizat de sculptorul Aurel I. Vlad și amplasat în curtea interioară a fostei închisori, acum Muzeul Memorial al Victimelor Comunismului și Rezistenței Sighet

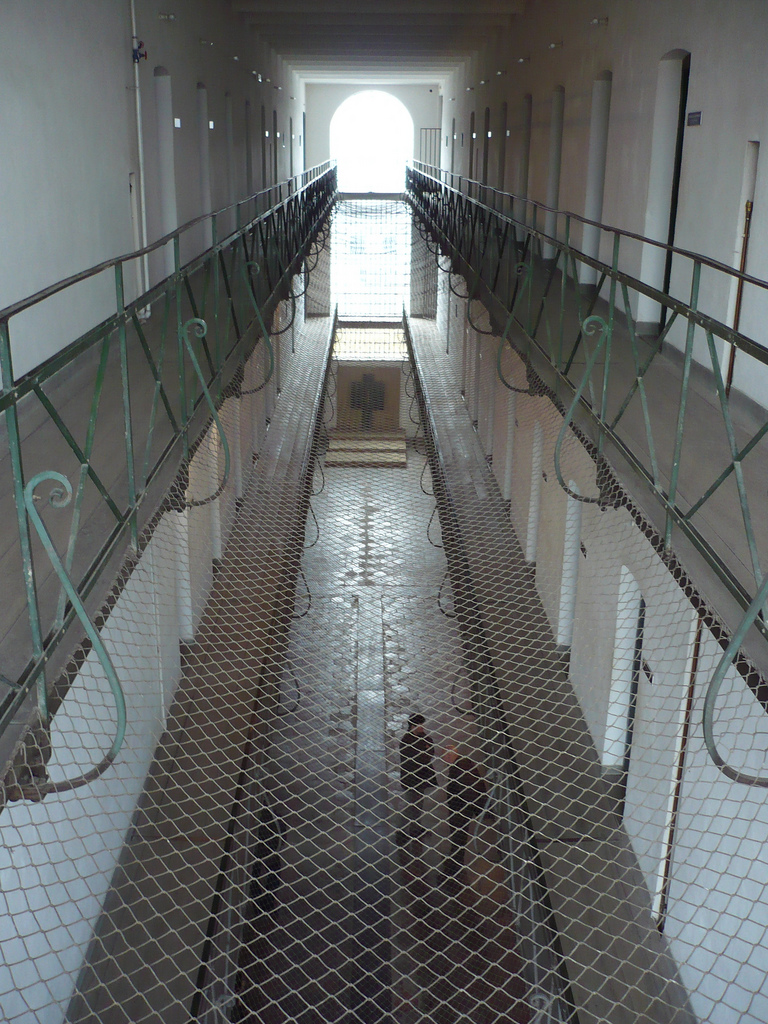
Interior

Închisoarea Sighet a fost construită în 1897, ca închisoare de drept comun, de către administrația austro-ungară. În august 1948 a devenit loc de detenție pentru un grup de studenți, elevi și țărani maramureșeni. În mai 1950 au fost aduși la penitenciarul Sighet peste o sută de demnitari din întreaga țară (foști miniștri, academicieni, economiști, militari, istorici, ziariști, politicieni), unii dintre ei condamnați la pedepse grele, alții nici măcar judecați.
Deținuții erau ținuți în condiții insalubre, hrăniți mizerabil, opriți de a se întinde ziua pe paturile din celulele, fără încălzire. Nu aveau voie sa privească pe fereastră (cei ce nu se supuneau erau pedepsiți să stea la "neagra" și "șura", celule de tip carceră, fară lumină). Într-un târziu, la geamuri au fost puse obloane, încât se putea vedea numai cerul. Umilința și batjocora faceau parte din programul de exterminare.
În 1955, ca urmare a Convenției de la Geneva și a admiterii Republicii Populare Romîne în ONU, a avut loc o grațiere. O parte din deținuții politici din închisorile românești au fost eliberați, o parte transferați în alte locuri, inclusiv în domiciliu obligatoriu. La Sighet, din cei circa 200 de deținuți, 54 muriseră deja. Închisoarea de la Sighet a redevenit de drept comun. Totuși, deținuți politici mai apăreau și în anii următori, mai ales "în trecere" spre spitalul psihiatric din localitate.
În 1977 închisoarea a fost dezafectată și a intrat într-un proces de degradare.

## Memorialul
Fundația Academia Civică a preluat ruina fostei închisori în 1994, în vederea transformării ei în Memorial.
Lucrările de reabilitare ale clădirii au durat până în anul 2000. Pentru că edificiul, vechi de un secol, era ruinat și plin de igrasie, a fost nevoie de refacerea fundațiilor, izolațiilor, acoperișului, iar pereții interiori, care oricum fuseseră revopsiți și nu mai aminteau perioada anilor 50, au fost varuiți în alb.
Fiecare celulă a devenit o sală de muzeu, în care, urmând acum o ordine cronologică, au fost amplasate  obiecte, fotografii, documente, creându-se ambianța și documentația unei săli de muzeu.
Într-una din curțile interioare ale fostei închisori, în urma unui concurs de proiecte la care au participat 50 de arhitecți și artiști, a fost construit în 1997 un Spațiu de Reculegere și Rugăciune, după proiectul arhitectului Radu Mihăilescu, care îmbină stilul antic (sugestia tholos-ului grec și a catacombei creștine) cu o viziune modernă. Pe pereții rampei de coborâre în spațiul subpamântean au fost gravate în andezit fumuriu numele a aproape opt mii de morți din închisorile, lagărele și locurile de deportare din România.
Operația de strângere a numelor morților a necesitat zece ani de muncă în cadrul Centrului Internațional de Studii asupra Comunismului, iar cifra este departe de a acoperi adevărata amploare a represiunii. Cele mai multe nume au fost stabilite de Cicerone Ionițoiu și de către domnul Eugen Sahan, ambii istorici prin vocație și foști deținuți politici. Cheltuielile materiale pentru proiectarea și construirea Spațiului de Reculegere și Rugăciune au fost suportate de către Mișu Cârciog din Londra, care ramâne pâna în prezent principalul donator al Memorialului.

## Opere de artă din cadrul Memorialului
Ideea de a puncta estetic prin opere de artă desfășurarea celor mai mult de 50 de săli ale Muzeului s-a născut din nevoia de a adăuga conținutului științific al temelor cărora le sunt dedicate sălile muzeului, sugestia suferinței pe care represiunea a generat-o și emoția în fața violenței și absurdității răului produs.
Câteva opere de artă plastică de valoare deosebită completează profilul Memorialului, oferindu-i o personalitate specială printre muzeele de istorie.
Lucrările, donate de autori, impresionează prin simbolistica sacrificiului acceptat care le caracterizează: tapiseria “Libertate, te iubim” de Șerbana Dragoescu, pictura “Înviere” de Christian Paraschiv, sculptura în bronz   “Marea Neagră” dedicată de Ovidiu Maitec istoricului Gheorghe I. Brătianu
Cele două sculpturi de mari dimensiuni ale lui Camilian Demetrescu intitulate “Omagiu deținutului politic” (una subintitulată “Înviere”) dau atmosferei trăsături dramatice și înălțătoare.
La fel de impresionant este și tripticul Requiem de Victor Cupșa, dedicat victimelor comunismului din toate țările unde comunismul și-a exercitat puterea. Lucrarea este amplasată în sala de primire a vizitatorilor de la Cimitirul Săracilor – Necropola celor fără de mormânt.
Relieful Văzut în cădere de Peter Jacobi, autorul unor opera de referință dedicate memoriei europene, este amplasat în Sala Hărților.
Acestora li se adaugă o lucrare de amploare prin dimensiune și suflu artistic, grupul statuar “Cortegiul Sacrificaților” realizat de sculptorul Aurel I. Vlad,  devenit una din emblemele muzeului. Este vorba de optsprezece siluete umane mergând spre un zid care le închide orizontul, așa cum comunismul zăgăduise viața a milioane de oameni. Prezentată în 1997 în lemn, lucrarea a fost turnată în anul urmator în bronz și este amplasată azi într-o altă curte interioară a fostei închisori.

### Cimitirul Săracilor
O ultimă componentă a Memorialului este Cimitirul Săracilor, situat la 2,5 kilometri distanță, în afara orașului. După cum spun legendele vremii, aici au fost îngropați în secret, noaptea, cei 54 de morți din închisoarea politică. 
În anul 1999 a fost imaginat un proiect peisagistic pentru celebrarea sacrificiului acestor victime. Pe suprafața de 14.500 m.p. a cimitirului a fost desenat un contur al țării. În exteriorul conturului au fost plantați puieți (în principal conifere). Prin creștere jnepenii, jepii, brazii și molizii vor deveni un amfiteatru vegetal, în interiorul căruia "țara" va ramâne ca o poiana. Ideea este că, în felul acesta, patria își tine martirii în brațe și îi plânge prin generatiile repetate ale vegetatiei. De pe o belvedere care va fi amplasată pe un loc înălțat, tocmai pe malul Tisei (care este frontiera actuală cu Ucraina), vizitatorii Memorialului vor putea vedea acest desen simbolic tot mai deslușit, pe masură ce natura va desavârși proiectul.

## Recunoaștere
În anul 1993, Ana Blandiana a prezentat Consiliului Europei (CE) un proiect prin care se solicita ca pe locul închisorii să fie creat Memorialul Victimelor Comunismului și Rezistenței, ceea ce s-a și întâmplat în 1994, cand CE l-a luat sub egida sa.
Memorialul a fost declarat „ansamblu de interes național”, printr-o lege specială din 12 iunie 1997.
În octombrie 1998, Memorialul de la Sighet a fost nominalizat de CE printre primele trei locuri de cultivare a memoriei europene, alături de Memorialul de la Auschwitz și Memorialul Păcii din Normandia.

## Personalități care au murit în închisoarea de la Sighet

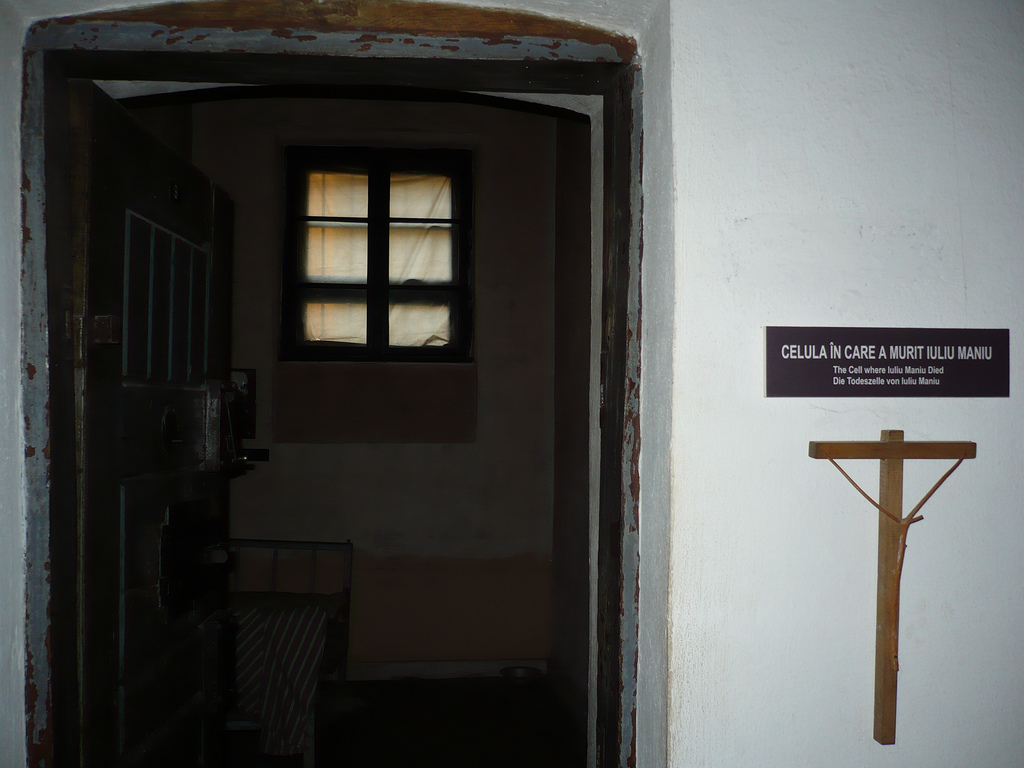
Celula lui Iuliu Maniu

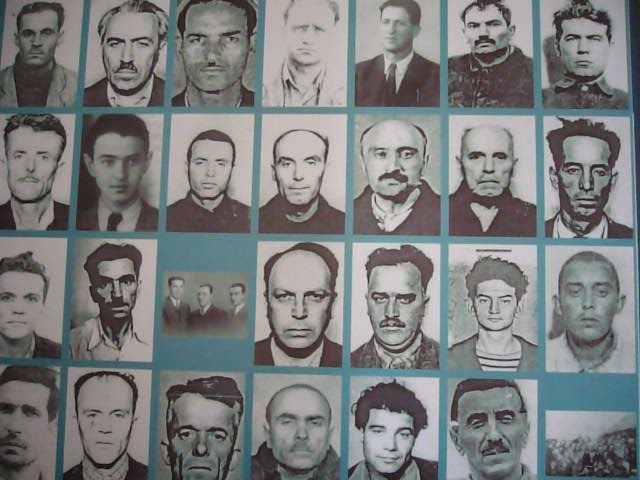
Fosti deținuți în închisoarea de la Sighet

- Constantin Argetoianu, medic, licențiat în drept și litere.
- Sebastian Bornemisa, filozof, ziarist, primar al Clujului, ministru sub-secretar de stat

- Constantin I.C. Brătianu, inginer, deputat, fost ministru.
- Gheorghe I. Brătianu, licențiat în drept și în litere, doctor în filosofie, profesor universitar, fost ministru.
- Dumitru Burilleanu, fost guvernator al Băncii Naționale.
- Ion Cămărășescu, licențiat în drept (la Paris), fost ministru și deputat.
- Tit-Liviu Chinezu, episcop greco-catolic, profesor de filosofie.
- Ion Șerban Christu, doctor în drept, fost ministru.
- Henri Cihoski, general de Corp de Armată, fost senator de drept.
- Daniel Ciugureanu, fruntaș basarabean, unul dintre promotorii Unirii Basarabiei cu România, doctor în medicină, deputat în Sfatul Țării de la Chișinău, Președintele Consiliului de Miniștri al Republicii Democratice Moldovenești la momentul Unirii din 27 martie 1918, ministru de stat în 4 guverne ale României, deputat și senator, Vicepreședintele Camerei Deputaților, Vicepreședintele și Președintele Senatului Regatului România Mare, diplomat la Conferința de Pace de la Paris. Potrivit evidențelor securității a murit în închisoarea Sighet pe 19 mai 1950.
- Tancred Constantinescu, inginer, fost ministru.
- Grigore Dumitrescu, profesor de drept roman, deputat, guvernator al Băncii Naționale.
- Anton Durcovici, episcop catolic de Iași.
- Traian Valeriu Frențiu, episcop greco-catolic de Lugoj și Oradea, mitropolit supleant de Blaj.
- Grigore Georgescu, amiral.
- Stan Ghițescu, fost deputat, senator și ministru, vicepreședinte al Camerei Deputaților.
- Alexandru Glatz, general de divizie, fost secretar de stat.
- Ion Gruia, licențiat în drept, professor, fost ministru.
- Ioan Ilcuș, general, șef de Stat Major, fost ministru.
- Alexandru Lapedatu, licențiat în istorie (specialist în istoria evului mediu) și geografie, profesor, fost președinte al Academiei Române, fost ministru.
- Ion I. Lapedatu, specialist în finanțe, licențiat la Budapesta, profesor la Academia de Comerț din Cluj, fost deputat, senator, ministru și guvernator al Băncii Naționale a României, membru de onoare al Academiei Române.
- Ion Macovei, inginer, director general al Căilor Ferate, fost ministru.
- Augustin Maghiar, canonic greco-catolic, vicar general al Episcopiei de Oradea.
- Iuliu Maniu, doctor în drept, președintele P.N.R. și ulterior al P.N.Ț., fost ministru
- Mihail Manoilescu, inginer, profesor de economie la Școala Politehnică din București, fost ministru, deputat  și senator,  fost guvernator al Băncii Naționale.
- Ion Manolescu-Strunga, doctor în economie, fost ministru.
- Nicolae Mareș, inginer, fost ministru.
- Mihail Măgureanu, fost subsecretar de stat.
- Tiberiu Moșoiu, doctor în drept, profesor de drept roman la Facultatea de Drept din Cluj, fost subsecretar de stat, fost guvernator al Băncii Naționale.
- Dumitru Munteanu-Râmnic, licențiat în istorie, fost deputat. senator și subsecretar de stat.
- Nicolae Păiș, contraamiral, fost adjutant regal, șef de Stat Major la Marină,  subsecretar de stat.
- Ion Pelivan, licențiat în drept și teologie, profesor universitar, fost ministru, fost deputat.
- Doru Popovici, fost ministru secretar de stat.
- Albert Popovici-Tașcă, doctor în drept, fost deputat, fost subsecretar de stat.
- Radu Portocală, avocat, decan pe viață al Baroului din Brăila, fost deputat, fost ministru secretar de stat
- Virgil Potârcă, licențiat în drept, fost deputat, senator, subsecretar de stat și ministru.
- Mihail I. Racoviță, general de Corp de Armată, fost ministru.
- Ion Rășcanu, general de Corp de Armată, fost deputat și senator, fost  ministru, fost primar al Bucureștiului.
- Radu Roșculeț, licențiat în drept, fost prefect, deputat, ministru.
- Nicolae Samsonovici, general de divizie, fost șef de Statului Major General și fost ministru.
- Ion Sandu, subsecretar de stat.
- Constantin Simian, doctor în drept, fost deputat, fost  vicepreședinte al Camerei Deputaților.
- Ioan Suciu, episcop greco-catolic de Oradea, administrator apostolic al Mitropoliei din Blaj.
- Gheorghe Tașcă licențiat în drept, doctor în economie, profesor de economie la Academia Comercială din București, fost deputat și ministru.
- Constantin Tătăranu, fost și guvernator al Băncii Naționale a României.
- Gheorghe Vasiliu, general de aviație, fost ministru subsecretar de stat.
- Aurel Vlad, doctor în drept, fost deputat și ministru.

## Alți deținuți
- Áron Márton, episcop romano-catolic de Alba Iulia
- Alexandru Todea, protopop de Reghin, ulterior arhiepiscop și cardinal